# Висторта (Порденоне)
Висторта је насеље у Италији у округу Порденоне, региону Фурланија-Јулијска крајина.
Према процени из 2011. у насељу је живело 184 становника. Насеље се налази на надморској висини од 28 м.